# Vartan Achkarian
Vartan Achkarian CAM (* 22. Januar 1936 in Harbie; † 28. Juli 2012) war armenisch-katholischer Weihbischof in Beirut.

## Leben
Vartan Achkarian trat der Ordensgemeinschaft der Mechitaristen bei und empfing am 22. Januar 1961 die Priesterweihe. 
Papst Johannes Paul II. ernannte ihn am 28. September 1987 zum Titularbischof von Tokat degli Armeni, Kurienbischof im Patriarchat von Kilikien und  Weihbischof in Beirut. Der Patriarch von Kilikien, Johannes Bedros XVIII. Kasparian, weihte ihn am 17. Januar des nächsten Jahres zum Bischof; Mitkonsekratoren waren Krikor Ayvazian, Bischof von Kamichlié, und André Bedoglouyan ICPB, Weihbischof in Kilikien.
Von seinem Amt als Kurienbischof im Patriarchat von Kilikien trat er 2002 zurück. Am 11. Juni 2011 nahm der Papst Benedikt XVI. sein aus Altersgründen vorgebrachtes Rücktrittsgesuch an.